# ヤニス・ブラスヴィヒ
ヤニス・ブラスヴィヒ（Janis Blaswich、1991年5月2日 - ）は、ドイツ・ヴィルリッチ出身のサッカー選手。オーストリア・ブンデスリーガ・レッドブル・ザルツブルク所属。ドイツ代表。ポジションはGK。

## 経歴
2018年7月1日、ヘラクレス・アルメロと3年契約を結んだ。
2022年2月15日、RBライプツィヒと3年契約を締結し、同年7月より加入することが発表された。
2024年6月22日、レッドブル・ザルツブルクにレンタル移籍することが発表された。

### 代表
2023年11月10日、11月の代表ウィークに臨むメンバーに初招集された。